# Первомайський (Ашинський район)
Первомайський (рос. Первомайский) — селище у Ашинському районі Челябінської області Російської Федерації.
Входить до складу муніципального утворення Точильнинське сільське поселення. Населення становить 10 осіб (2010).

## Історія
Від 12 листопада 1960 року належить до Ашинського району, утвореного на місці ліквідованого Міньярського району Челябінської області.
Згідно із законом від 9 липня 2004 року органом місцевого самоврядування є Точильнинське сільське поселення.

## Населення
| 2002 | 2010 |
| ---- | ---- |
| 5    | ↗10  |